# Tour de Cornillé
Cet article concerne la tour seule. Pour la maison, voir Maison de maître de la Charpenterie.
 (juillet 2013).
Si vous disposez d'ouvrages ou d'articles de référence ou si vous connaissez des sites web de qualité traitant du thème abordé ici, merci de compléter l'article en donnant les références utiles à sa vérifiabilité et en les liant à la section « Notes et références ».
La Tour de Cornillé est un édifice située à Cornillé-les-Caves, en France.

## Localisation
La Tour de Cornillé est située dans le département français de Maine-et-Loire, sur la commune de Cornillé-les-Caves.

## Historique de la construction
En 1833, Florent Lemercier-Lepré entreprend la construction de la Tour qui sera le point d’orgue de son goût de la bâtisse. Il avait entretemps fait édifier dans le cimetière une grandiose chapelle funéraire qui subsiste encore aujourd’hui, transformée en habitation. La construction se déroulera sur deux années 1833-1835, réalisée par un entrepreneur nantais, Alexis Lefebvre.
Ce maître d’œuvre venant du littoral devait être spécialisé dans la construction de phares, car c’est bien cela qu’il va édifier au sommet de la colline de Cornillé. L’entreprise présentait cependant une difficulté de taille : il fallait trouver le moyen de dresser une colonne sur un terrain complètement miné puisque toute la colline est creusée de galeries souterraines dans lesquelles s’est faite l’extraction de la pierre de tuffeau pendant plusieurs siècles. Aucun moyen non plus de déterminer un lieu d’implantation qui évite le réseau des galeries puisque le commanditaire voulait sa tour à l’extrémité haute de son terrain et dans l’axe de sa maison.
Pour résoudre cette difficulté technique une seule solution : forer un vaste cylindre vertical jusqu’à atteindre le niveau des caves, puis élever au milieu de ce cylindre un pilier circulaire massif qui servira d’épine dorsale à la tour jusqu’au niveau des fenêtres du premier étage. Pour se faire une idée de l’importance du chantier il faut savoir que la partie souterraine du pilier central a à peu près la même profondeur que la hauteur de la partie émergée du sol. Un escalier partie construit, partie creusé dans la roche entoure le pilier central et se reliait aux galeries souterraines où l’on peut encore voir se dessiner le départ du noyau de la Tour.

## Architecture
La construction est faite en belles pierres de tuffeau parfaitement appareillées qui présentent encore aujourd’hui une remarquable résistance aux intempéries. L’édifice parait cylindrique il est en réalité légèrement tronconique, ce qui devait être un moyen pour lui garantir la meilleure assise. L’allure générale qu’on a voulu lui donner est celle d’une immense colonne appuyée sur un socle mouluré (traité en pierres dures pour éviter la remontée d’humidité) et surmontée d’un entablement qui figure une espèce de chapiteau et abrite l’étage supérieur. Comme le montrent les photographies anciennes, la Tour se terminait par un toit en forme de dôme couronné d’une balustrade circulaire, qui lui donnait l’aspect d’une lanterne.

## Historique de La Tour depuis sa construction

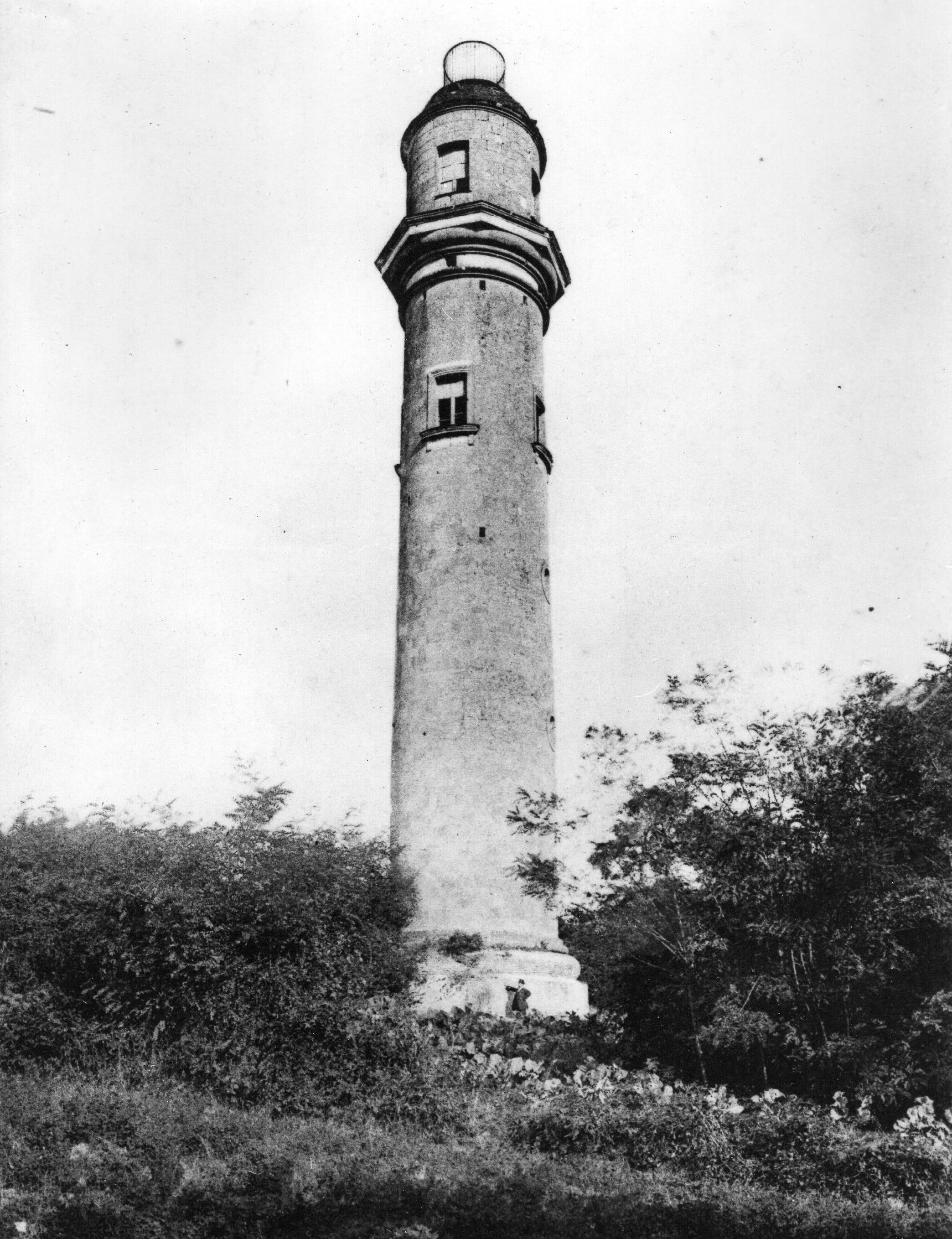
Carte postale de la Tour en 1900, vue côté ouest

La Tour était demeurée dans son état d’origine jusqu’à la dernière guerre, sauf la première fenêtre de l’escalier qui avait été murée pour prévenir les intrusions, mais a sérieusement souffert de l’occupation allemande de juillet 1944. L’unité qui occupa quelques jours le village de Cornillé avait installé un terrain d’aviation dans la plaine de l’Authion et cherché un point haut pour installer un système de radioguidage des avions. La Tour offrait un site idéal ; très vite le toit fut arraché au moyen de câbles tirés par des chenillettes dans le grand champ situé au nord et un échafaudage de madriers mis en place sur la barre d’appui des fenêtres du dernier étage. Cette installation ne servit que peu de jours mais le dommage causé était considérable.
Après la Libération une couverture provisoire fut mise en place avec une charpente légère presque plate et de la toile goudronnée, mais l’échafaudage fabriqué par les Allemands était resté en place, les fenêtres dépourvues de menuiseries étaient béantes, la couverture provisoire ne résista pas très longtemps aux vents et à la pluie. Le bâtiment qui n’était plus hors d’eau commençait à se détériorer et les superstructures menaçaient ruine.
Quelques années plus tard, une dalle de béton est coulée en lieu et place des échafaudages pour mettre hors d’eau la terrasse ainsi constituée.
Le 1er mars 2007; la tour, ainsi qu'une grande partie de la propriété est inscrite au titre des monuments historiques.
Fin 2012, une nouvelle campagne de restauration est engagée pour refaire l’étanchéité de la terrasse supérieure.

## La Tour inscrite dans la littérature française
La Tour de Cornillé figure comme l’un des personnages principaux d’un ouvrage de Maurice Fourré, auteur angevin de l’École Surréaliste, qui a fait préfacer son roman par le chef de ce mouvement, André Breton lui-même. La première édition de « La nuit du Rose-Hôtel » chez Gallimard en 1950 portait en page de couverture et sur le dos une photographie de la Tour. Celle-ci s’y dénomme la Colonne Saint-Cornille, propriété de Tonton-Coucou, et s’y présente comme un symbole phallique.

## Les raisons de l’érection de la Tour de Cornillé
C’est un sujet qui a passionné de nombreux Angevins ; il y eut même des conférences données sur cette question à l’Académie d’Angers, tant cet étrange monument a suscité de curiosité de la part de tous ceux qui l’ont aperçu de près comme de loin.

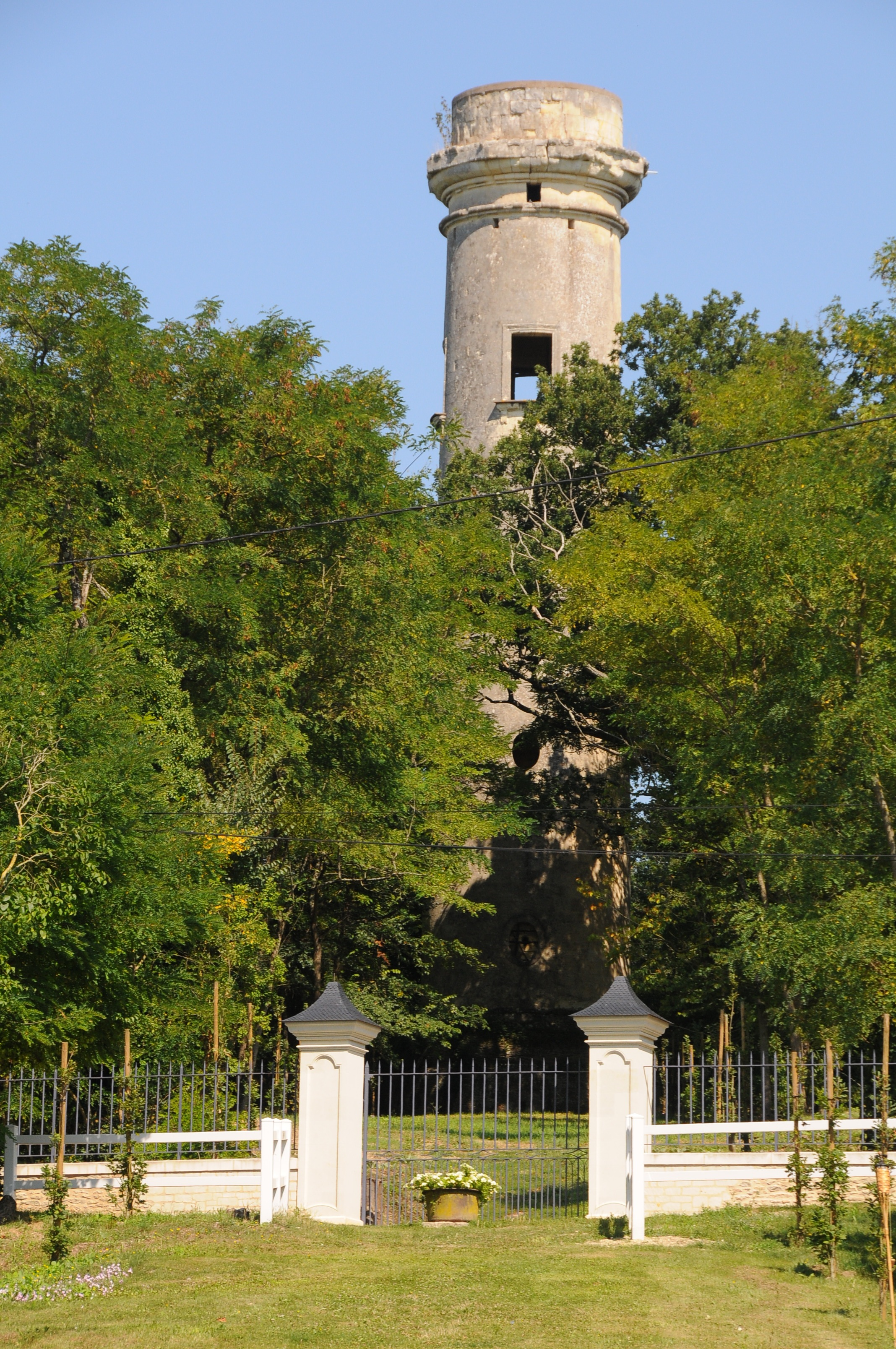
La tour de Cornillé Les Caves, vue depuis l'allée de La Charpenterie

On peut attribuer deux motifs qui sont sans doute complémentaires à l’érection de la Tour. Le premier est celui de la vue. La rencontre de F. Lemercier-Lepré avec le voisin Lefebvre lui aura donné l’idée de la Tour, dont la destination était donc la recherche d’une belle vue, comme en témoigne le nom de « tour d’observation » qui figure sur les anciennes cartes postales. En témoignent aussi les grandes baies ménagées dans la construction et surtout la balustrade sommitale qui procurait un poste d’observation exceptionnel.
Le second motif était probablement le souci d’agrémenter l’environnement de la  Charpenterie. Le XIXe siècle est celui des parcs et jardins ; une demeure campagnarde n’est pas réussie si elle ne s’insère pas dans un environnement fait de verdure mais aussi de bâtisses, celles qu’on nomme les fabriques de parc. On peut dire que la Tour en fait partie du fait de son positionnement très calculé par rapport à la maison ; elle donne une perspective incomparable à la vue qui se dégage lorsque l’on sort de la Charpenterie par la porte principale et elle s’inscrit dans le décor de la maison, comme si elle en faisait partie lorsqu’on la découvre en arrivant par l’ancienne allée d’arrivée au sud.
L’agent des Affaires Culturelles qui a instruit le dossier de classement de la Charpenterie et de la Tour est persuadé que ce projet a été réalisé sous l’inspiration des Frères Thouin, fameux paysagistes angevins du début du XIXe ; et en effet on trouve dans l’ouvrage de Gabriel Thouin qui s’intitule « Plans raisonnés de toutes les espèces de Jardins »  bon nombre de dessins proposés pour ces fabriques qui doivent les ornementer, dont certaines ne sont pas sans ressemblance avec la Tour de Cornillé.